# Escut de Mareny de Barraquetes
L'escut de Mareny de Barraquetes és un símbol representatiu oficial de l'EATIM de Mareny de Barraquetes, al municipi valencià de Sueca (Ribera Baixa). Té el següent blasonament:
| « | Escut quadrilong de punta redona. Truncat. Al primer quarter, en camp d'atzur, dues barraques d'argent. Al segon quarter, en camp d'argent, cinc roses de gules. | » |

## Història
Va ser aprovat per Resolució de 25 de juliol de 2001 del conseller de Justícia i Administracions Públiques, publicada al DOGV núm. 4077 de 3 de setembre. Abans, per acord de 9 de novembre de 2000, la Comissió Gestora de l'entitat va informar i confirmar una proposta d'escut que a més incorporava una corona, que no està present en l'escut definitiu:
| « | [E]scut format, a la banda superior, per una corona que representa haver estat ubicada en aquest territori la casa i torre del rei (1577), la qual estava situada a la Gola de l'Albufera (avui, El Mareny de Barraquetes), format a continuació, i fins a la meitat d'aquest, per un fons blau amb dues barraques (el fons blau representa el mar i l'aigua que envolten el Mareny i les barraques per ser l'habitatge típic del poble en els inicis i formació (1848) i, d'ací, el nom del Mareny de Barraquetes), i des de la meitat fins a la banda inferior estarà format per un fons argentat amb cinc roses, que representa, així mateix, la vocació del poble per la patrona del Mareny de Barraquetes, la Mare de Déu del Roser. | » |

Les barraques del primer quarter representen les edificacions tradicionals típiques de l'entitat, que des del 2008 formen part del nom oficial de la població. Les roses del segon quarter són per la Mare de Déu del Roser, patrona del poble des de l'any 1850.